# Javené
Javené (Yaoueneg em bretão) é uma comuna francesa na região administrativa da Bretanha, no departamento Ille-et-Vilaine. Estende-se por uma área de 18,38 km². Em 2010 a comuna tinha 2 141 habitantes (densidade: 116,5 hab./km²).